# クイーンズ・オブ・ザ・ストーン・エイジ
クイーンズ・オブ・ザ・ストーン・エイジ（Queens of the Stone Age、略称はQOTSA）は、アメリカ合衆国カリフォルニア州パームデザート出身のハードロック・バンド。1997年にカイアスのギタリストだったジョシュア・ホーミを中心に結成された。

## 来歴
ストーナーロックの雄だったカイアスの解散後、ギタリストのジョシュア・ホーミはスクリーミング・トゥリーズのサポートメンバーを務める傍らで新バンドの結成を模索。1996年に「ガンマ・レイ」名義で活動を開始するが、同名のジャーマン・メタルのバンドが存在することが判明。改名を余儀なくされ、音楽プロデューサーでジョシュア・ホーミの旧友であるクリス・ゴスの発案により、「石器時代のおかま」を意味する「クイーンズ・オブ・ザ・ストーン・エイジ」と名乗ることになった。
1997年にパール・ジャムのストーン・ゴッサードが設立したレーベル「ルーズグルーヴ」よりセルフタイトルのデビューアルバムを発表。その直後にカイアス時代の盟友、ニック・オリヴェリが加入。2000年にはインタースコープ・レコードに移籍し、2ndアルバム『R指定』をリリース。同アルバムはNME誌のアルバム・オブ・ザ・イヤーに選ばれ、一躍注目を集める。2002年にはデイヴ・グロールをドラマーとして迎え、3rdアルバム『ソングス・フォー・ザ・デフ』を発表。全世界で100万枚以上のセールスを記録し、続くツアーで世界的な人気を確立した。しかし、2004年にオリヴェリが脱退。ジョシュ・オムは一時は解散も考えたが、バンドの存続を決意する。
新体制の下、2005年の4thアルバム『ララバイズ・トゥ・パラライズ』は全米チャート初登場5位を記録。2007年には5枚目のアルバム『エラ・ヴルガリス』をリリース。同年にはジョシュア・ホーミがザ・ディスティラーズのメンバーとして知られるブロディ・ドールと結婚。2008年のレディング&リーズ・フェスティバル出演の後、活動を小休止する。
2012年11月6日、ジョシュア・ホーミは現在6枚目のアルバムを制作中であること、脱退したジョーイ・カステロに代わってデイヴ・グロールがドラムで参加していることを明らかにした。また、トレント・レズナーや元メンバーのニック・オリヴェリも制作に加わっている。制作終盤にはドラマーとしてジョン・セオドア（元マーズ・ヴォルタ）が参加し、そのままメンバーとなった。
2013年6月、6枚目のアルバム『ライク・クロックワーク』をマタドール・レコードよりリリース。同アルバムはアメリカでは発売初週に9万1000枚を売り上げて（うち13%に相当する1万2000枚がヴァイナルLPである）Billboard 200で1位を獲得した。バンドにとって、そしてマタドール・レコードにとっても初の出来事である
。また、全英アルバムチャートでも初登場2位を記録している。2014年に行われた第56回グラミー賞ではリンジー・バッキンガム、デイヴ・グロール、トレント・レズナーのと共にパフォーマンスを披露。

## 現在のメンバー

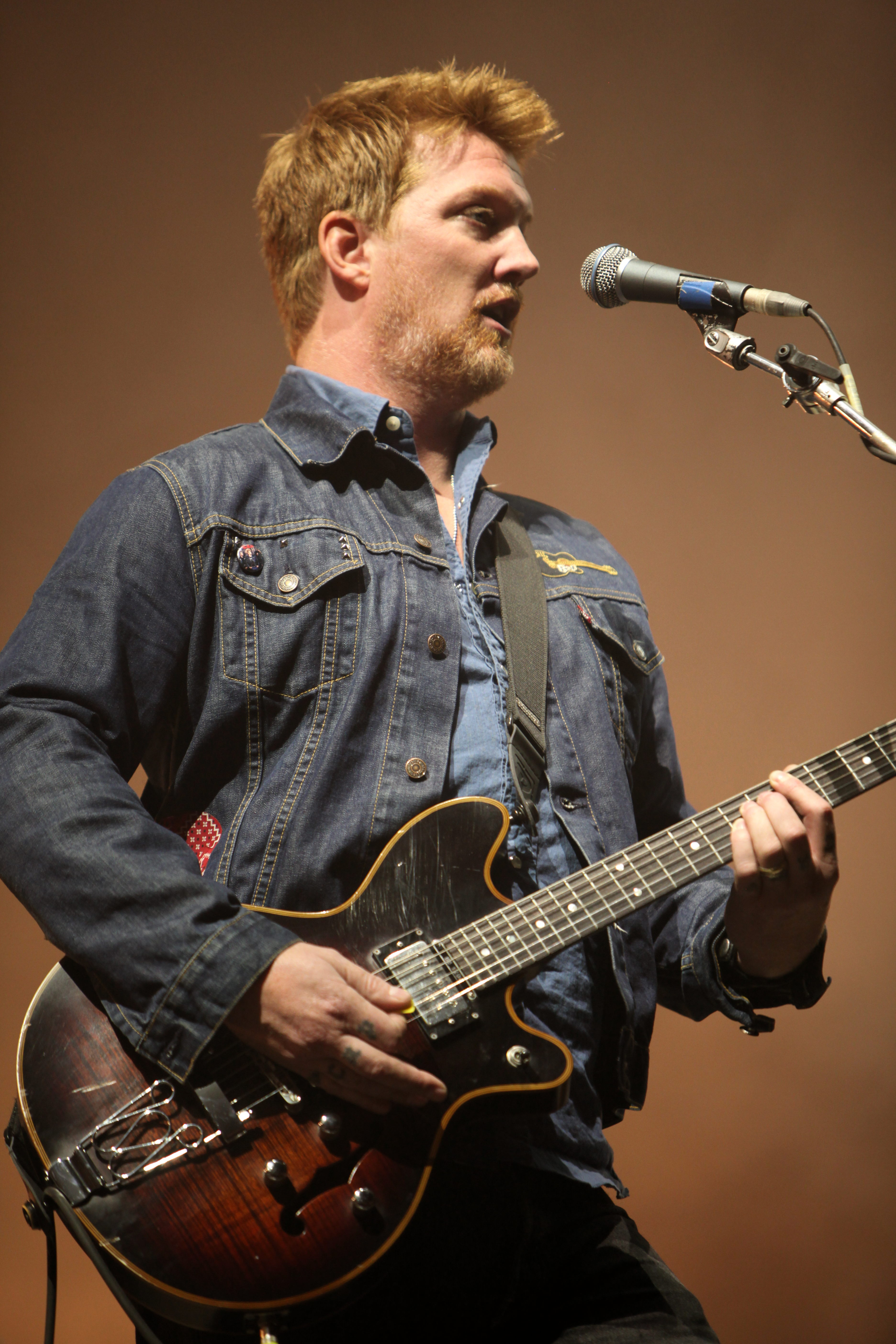
結成時からのメンバーでバンドの大黒柱のジョシュ・オム

- ジョシュア・ホーミ - ボーカル、ギター、ピアノ （1997年～） : ゼム・クルックド・ヴァルチャーズ、イーグルス・オブ・デス・メタルのメンバー。元カイアスのメンバー。
- トロイ・ヴァン・リューウェン - ギター、バッキング・ボーカル、キーボード （2002年～） : ゴーン・イズ・ゴーン、スウィートヘッドのメンバー。元ア・パーフェクト・サークルのメンバー。
- ディーン・フェルティタ - キーボード、ギター、バッキング・ボーカル （2007年～） : ザ・デッド・ウェザーのメンバー。
- マイケル・シューマン - ベース、バッキング・ボーカル （2007年～） : ミニ・マンションズのメンバー。
- ジョン・セオドア -  ドラムス （2013年～） : 元マーズ・ヴォルタのメンバー。

### 元メンバー/コラボレーター
ボーカル

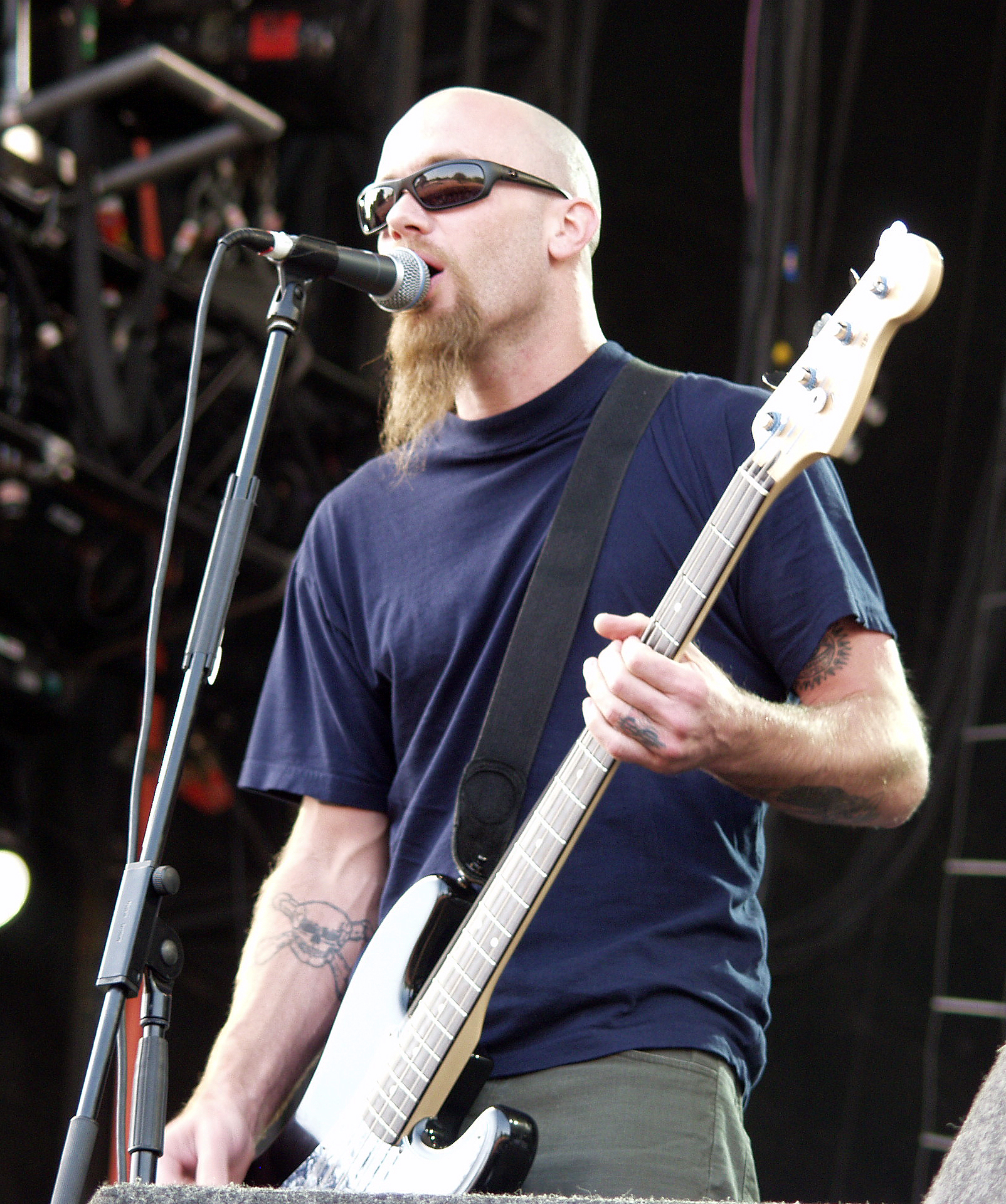
2ndおよび3rdアルバムに参加したニック・オリヴェリ。

- マーク・ラネガン : 元スクリーミング・トゥリーズのメンバー。「R指定」、「ソングス・フォー・ザ・デフ」、「ララバイズ・トゥ・パラライズ」、「エラ・ヴルガリス」、「ライク・クロックワーク」のレコーディングのレコーディングおよび2002年から2004年までのライヴに参加。
- ロブ・ハルフォード : ジューダス・プリーストのメンバー。シングル『Feel Good Hit of the Summer』にバッキング・ボーカルで参加。
- エルトン・ジョン : 「ライク・クロックワーク」にゲスト参加。
- トレント・レズナー :  ナイン・インチ・ネイルズのメンバー。「エラ・ヴルガリス」、「ライク・クロックワーク」にゲスト参加。
- アレックス・ターナー : アークティック・モンキーズのメンバー。「ライク・クロックワーク」にゲスト参加。
- ジェイク・シアーズ : シザー・シスターズのメンバー。「ライク・クロックワーク」にゲスト参加。
- ジュリアン・カサブランカス : ザ・ストロークスのメンバー。「エラ・ヴルガリス」にゲスト参加。
- シャーリー・マンソン : ガービッジのメンバー。「ララバイズ・トゥ・パラライズ」にゲスト参加。
- ブロディ・ドール : 元ザ・ディスティラーズのメンバー。「ララバイズ・トゥ・パラライズ」、「エラ・ヴルガリス」にゲスト参加。
- セリーナ・シムズ : スウィートヘッドのメンバー。「エラ・ヴルガリス」にゲスト参加。

ギター
- ビリー・ギボンズ : ZZトップのメンバー。「ララバイズ・トゥ・パラライズ」にゲスト参加。
- クリス・ゴス : マスターズ・オブ・リアリティのメンバー。結成以来、全ての作品にゲスト参加。「R指定」と「エラ・ヴルガリス」ではプロデュースも務めた。
- デイヴ・キャッチング : イーグルス・オブ・デス・メタルのメンバー。「クイーンズ・オブ・ザ・ストーン・エイジ」、「R指定」、「ソングス・フォー・ザ・デフ」、「ララバイズ・トゥ・パラライズ」に参加。
- ディーン・ウィーン : ウィーンのメンバー。「ソングス・フォー・ザ・デフ」に参加。

ベース
- ニック・オリヴェリ - 元カイアスのメンバー。「クイーンズ・オブ・ザ・ストーン・エイジ」、「R指定」、「ソングス・フォー・ザ・デフ」、「ライク・クロックワーク」に参加。一部の曲でリード・ボーカルも担当。
- アラン・ヨハネス - 元イレブンのメンバー。「ソングス・フォー・ザ・デフ」以降の作品にベースやギター、キーボードで参加しているマルチプレイヤー。

ドラムス/パーカッション
- デイヴ・グロール : フ―・ファイターズ、ニルヴァーナのメンバー。「ソングス・フォー・ザ・デフ」、「ライク・クロックワーク」のレコーディングおよび2002年にはライヴに参加。
- ジョーイ・カステロ : 「ララバイズ・トゥ・パラライズ」から「ライク・クロックワーク」のレコーディングおよび2002年から2012年までのライヴに参加。
- ジーン・トラウトマン : 「R指定」、「ソングス・フォー・ザ・デフ」のレコーディングおよび1999年から2002年までのライヴに参加。
- アルフレッド・ヘルナンデス : 元カイアス。「クイーンズ・オブ・ザ・ストーン・エイジ」に参加。
- マット・キャメロン : サウンドガーデン及びパールジャムのメンバー。結成初期から2008年ごろまで散発的にライヴに参加。
- ジャック・ブラック : シングル『Burn The Witch』で手拍子と足踏みを披露している。

キーボード
- ナターシャ・シュナイダー : 故人。元イレブンのメンバー。「ソングス・フォー・ザ・デフ」に参加。2005年、2006年にアラン・ヨハネスと共にライヴに参加。

ストリングス
- パズ・レンチャンティン : ピクシーズのメンバー。元ア・パーフェクト・サークル、ズワンのメンバー。「ソングス・フォー・ザ・デフ」に参加。
- アナ・レンチャンティン : パズ・レンチャンティンの姉で「ソングス・フォー・ザ・デフ」に参加。

## ディスコグラフィ

### アルバム
| 年                                        | タイトル                | アルバム詳細 | チャート最高位 | チャート最高位 | チャート最高位 | チャート最高位 | チャート最高位 | チャート最高位 | チャート最高位 | チャート最高位 | チャート最高位 | チャート最高位 | チャート最高位 | 認定                                                                          |
| 年                                        | タイトル                | アルバム詳細 | US             | AUS            | AUT            | CAN            | FRA            | GER            | IRE            | NLD            | NOR            | SWI            | UK             | 認定                                                                          |
| ----------------------------------------- | ----------------------- | --- | -------------- | -------------- | -------------- | -------------- | -------------- | -------------- | -------------- | -------------- | -------------- | -------------- | -------------- | ----------------------------------------------------------------------------- |
| 1998                                      | Queens of the Stone Age | - 発売日: 1998年9月22日 - レーベル: Loosegroove, Roadrunner - フォーマット: CD, LP, cassette, digital download         | 122            | 34             | 75             | —              | 138            | 25             | 99             | 32             | —              | 80             | 48             | - UK: シルバー                                                                |
| 2000                                      | Rated R                 | - 発売日: 2000年6月6日 - レーベル: Interscope - フォーマット: CD, LP, cassette, digital download                       | 106            | 63             | —              | —              | 143            | 72             | 89             | —              | 35             | —              | 54             | - AUS: ゴールド - UK: ゴールド                                                |
| 2002                                      | Songs for the Deaf      | - 発売日: 2002年8月27日 - レーベル: Interscope - フォーマット: CD, LP, cassette, digital download - 全米売上: 98.6万枚 | 17             | 7              | 19             | —              | 12             | 9              | 32             | 12             | 2              | 20             | 4              | - US: ゴールド - AUS: プラチナ - CAN: プラチナ - NOR: プラチナ - UK: プラチナ |
| 2005                                      | Lullabies to Paralyze   | - 発売日: 2005年3月22日 - レーベル: Rekords, Interscope - フォーマット: CD, LP, digital download - 全米売上: 34.2万枚  | 5              | 2              | 5              | 5              | 10             | 8              | 1              | 4              | 1              | 4              | 4              | - AUS: ゴールド - CAN: ゴールド - UK: ゴールド                                |
| 2007                                      | Era Vulgaris            | - 発売日: 2007年6月12日 - レーベル: Rekords, Interscope - フォーマット: CD, LP, digital download - 全米売上: 19.8万枚  | 14             | 4              | 4              | 5              | 22             | 5              | 2              | 7              | 5              | 4              | 7              | - CAN: ゴールド - UK: ゴールド                                                |
| 2013                                      | ...Like Clockwork       | - 発売日: 2013年6月4日 - レーベル: Matador - フォーマット: CD, LP, digital download, USB - 全米売上: 9.1万枚           | 1              | 1              | 3              | 2              | 8              | 7              | 1              | 3              | 2              | 2              | 2              | - AUS: ゴールド - CAN: ゴールド - UK: ゴールド                                |
| 2017                                      | Villains                | - 発売日: 2017年8月25日 - レーベル: Matador - フォーマット: CD, LP, digital download                                   | 3              | 1              | 2              | 1              | 4              | 2              | 2              | 1              | 2              | 2              | 1              |                                                                               |
| 2023                                      | In Times New Roman...   | - 発売日: 2023年6月16日 - レーベル: Matador - フォーマット: CD, LP, digital download                                   | —              | —              | —              | —              | —              | —              | —              | —              | —              | —              | —              |                                                                               |
| "—"は未発売またはチャート圏外を意味する。 |                         | |                |                |                |                |                |                |                |                |                |                |                |                                                                               |

### ライヴアルバム
- Over the Years and Through the Woods (2005年) CD + DVD : 同年にロンドンのブリクストン・アカデミーとココにて行われたライブの模様を中心に収録。
- Rated R Deluxe Edition (2010年) CD : 2000年のレディングフェスティバルに出演した際の音源をフルで収録。なおディスク2の6曲目からがそのライブ音源となっている。
- iTunes Festival: London 2013 (2013年) iTunes : 同年に出演したiTunes Festivaｌ（現Apple Music Festival）でのライブより6曲を収録。
- ...Like Cologne (2013年) Spotify : 同年にドイツのケルンにて行われたアコースティック・ライブより3曲を収録。

## 来日公演
- 2002年 フジロック・フェスティバル : グリーンステージに出演。デイヴ・グロールもドラムスとして出演。
- 2003年1月 : 単独公演のために来日し、福岡、東京、大阪、名古屋の4都市でライブを行った。
- 2005年 フジロック・フェスティバル （キャンセル）
- 2008年 サマーソニック （キャンセル）
- 2011年 フジロック・フェスティバル （キャンセル）
- 2017年 フジロック・フェスティバル
- 2018年 新木場スタジオコースト 、サマーソニック（東京）
- 2024年2月 : 単独公演のために来日し、大阪、東京の2都市でライブを行う。